# Verbandsgemeinde Wallhalben

Lage der Verbandsgemeinde im Landkreis Südwestpfalz

Die Verbandsgemeinde Wallhalben war eine Gebietskörperschaft im Landkreis Südwestpfalz in Rheinland-Pfalz. Der Verbandsgemeinde gehörten zwölf eigenständige Ortsgemeinden an, der Verwaltungssitz lag in der namensgebenden Ortsgemeinde Wallhalben. Zum 1. Juli 2014 wurde die Verbandsgemeinde Wallhalben aufgelöst, die zugehörenden Gemeinden wurden der neuen „Verbandsgemeinde Thaleischweiler-Fröschen – Wallhalben“ zugeordnet. Zum 1. Januar 2016 wurde sie in Verbandsgemeinde Thaleischweiler-Wallhalben umbenannt.
Alle ehemals zugehörenden Gemeinden liegen auf der Sickinger Höhe.

## Verbandsangehörige Gemeinden
| Ortsgemeinde                | Fläche (km²) | Einwohner |
| --------------------------- | ------------ | --------- |
| Biedershausen               | 3,65         | 210       |
| Herschberg                  | 11,55        | 830       |
| Hettenhausen                | 4,40         | 242       |
| Knopp-Labach                | 5,95         | 452       |
| Krähenberg                  | 4,40         | 147       |
| Obernheim-Kirchenarnbach    | 8,62         | 1.675     |
| Saalstadt                   | 5,30         | 330       |
| Schauerberg                 | 4,08         | 193       |
| Schmitshausen               | 4,49         | 399       |
| Wallhalben                  | 4,88         | 870       |
| Weselberg                   | 14,65        | 1.308     |
| Winterbach (Pfalz)          | 7,03         | 512       |
| Verbandsgemeinde Wallhalben | 79,00        | 7.168     |

(Einwohner am 30. Juni 2014)

## Geschichte
Die Verbandsgemeinde wurde im April 1972, so wie alle Verbandsgemeinden im damaligen Regierungsbezirk Rheinhessen-Pfalz, auf der Grundlage des „Dreizehnten Landesgesetzes über die Verwaltungsvereinfachung im Lande Rheinland-Pfalz“ neu gebildet. Bis dahin bestanden die aus der Pfalz (1816–1946) stammenden Verwaltungsstrukturen.
Sie hieß zunächst Verbandsgemeinde Wallhalben-Oberhausen und ab August 1972 Verbandsgemeinde Wallhalben.
Mit dem Ziel, Leistungsfähigkeit, Wettbewerbsfähigkeit und Verwaltungskraft der kommunalen Strukturen zu verbessern erließ die Landesregierung am 28. September 2010 das „Erste Gesetz zur Kommunal- und Verwaltungsreform“. Bezüglich der Verbandsgemeinden wurde festgelegt, dass diese mindestens 12.000 Einwohner (Hauptwohnung am 30. Juni 2009) umfassen sollen, ansonsten bis zur Kommunalwahl 2014 mit benachbarten Verbandsgemeinden zusammengelegt werden sollen. Die Verbandsgemeinde Wallhalben hatte am Stichtag 7.537 Einwohner. Die sogenannte Freiwilligkeitsphase endete am 30. Juni 2012. Ein freiwilliger Zusammenschluss kam innerhalb dieser Frist nicht zustande.
Im „Landesgesetz über die Bildung der neuen Verbandsgemeinde Thaleischweiler-Fröschen – Wallhalben“ vom 20. Dezember 2013 wurde die Auflösung der Verbandsgemeinden Thaleischweiler-Fröschen und Wallhalben zum 1. Juli 2014 verfügt. Aus ihren insgesamt 20 Gemeinden wurde zum gleichen Tag eine neue Verbandsgemeinde mit dem vorläufigen Namen „Verbandsgemeinde Thaleischweiler-Fröschen - Wallhalben“ gebildet.
Die Verbandsgemeinde Wallhalben stellte gegen die Fusion einen Normenkontrollantrag an den Verfassungsgerichtshof Rheinland-Pfalz, weil sie sich in ihrer kommunalen Selbstverwaltungsgarantie verletzt sah. Im November 2015 entschied der Verfassungsgerichtshof, dass die Bildung der Verbandsgemeinde Thaleischweiler-Fröschen - Wallhalben verfassungsgemäß war.
Zum 1. Januar 2016 wurde sie in Verbandsgemeinde Thaleischweiler-Wallhalben umbenannt.

## Bevölkerungsentwicklung
Die Entwicklung der Einwohnerzahl bezogen auf das Gebiet der Verbandsgemeinde Wallhalben zum Zeitpunkt ihrer Auflösung; die Werte von 1871 bis 1987 beruhen auf Volkszählungen:
| Jahr | Einwohner |
| 1815 | 4.339     |
| 1835 | 5.426     |
| 1871 | 5.554     |
| 1905 | 5.800     |
| 1939 | 6.213     |
| 1950 | 6.849     |

| Jahr | Einwohner |
| 1961 | 7.176     |
| 1970 | 7.547     |
| 1987 | 7.512     |
| 1997 | 8.008     |
| 2005 | 7.773     |
| 2014 | 7.168     |

## Politik

### Verbandsgemeinderat
Der Verbandsgemeinderat Wallhalben bestand aus 24 ehrenamtlichen Ratsmitgliedern, die zuletzt bei der Kommunalwahl am 7. Juni 2009 in einer personalisierten Verhältniswahl gewählt wurden, und dem hauptamtlichen Bürgermeister als Vorsitzendem.
Die Sitzverteilung im Verbandsgemeinderat:
| Wahl | SPD | CDU | FDP | FWG | Gesamt   |
| ---- | --- | --- | --- | --- | -------- |
| 2009 | 5   | 10  | 3   | 6   | 24 Sitze |
| 2004 | 4   | 11  | 2   | 7   | 24 Sitze |

### Wappen
Die Blasonierung des Wappens lautet: „In achtfach von Schwarz und Silber geteiltem Schildbord, von Schwarz und Silber und Blau zweimal geteilt, oben ein wachsender rotbewehrter und -bezungter goldener Löwe, in der Mitte fünf schwarze Bollen (Kugeln) 2:1:2, unten ein rotbewehrter silberner Adler.“
Das Wappen wurde 1973 von der Bezirksregierung Neustadt genehmigt und erinnerte mit dem Pfälzer Löwen der Herzöge von Pfalz-Zweibrücken, den Bollen der Herren von Sickingen und dem Leininger Adler an die historischen Herrschaftsverhältnisse.